# Lewis (serie de televisión)
Lewis es una serie policiaca de televisión británica, se centra en el personaje de Robert "Robbie" Lewis, que formaba parte de la serie Inspector Morse, que se había emitido entre 1987 y 2000.  

## Historia
Se desarrolla principalmente en la ciudad de Oxford, Inglaterra. El actor Kevin Whately repite su personaje de Robert "Robbie" Lewis, quien había trabajado como colaborador principal del inspector Endeavour Morse en la serie original. Posteriormente Lewis fue ascendido a inspector detective y tiene como ayudante a DS James Hathaway, interpretado por Laurence Fox.

## Elenco
- Kevin Whately como DI Robert Lewis: Viudo después de que su esposa murió atropellada. Es un adicto al trabajo, que a menudo muestra una intuición extraordinaria en la solución de los casos de asesinato. Es el padre de dos hijos, uno de los cuales su hija, Lynn (nunca vista) que está casada y espera un bebé. A menudo muestra un desprecio abierto por lo que el siente que es la arrogancia de los profesores de la Universidad de Oxford.
- Laurence Fox como DS James Hathaway: Es una persona muy reservada, a menudo oculta sus sentimientos o su pasado a Lewis, incluso cuando es relevante para una investigación de asesinato. Esta tendencia de Hathaway crea en algunas ocasiones una cierta tensión entre ambos. Estudió en Cambridge y es el más erudito de los dos, a menudo conoce el origen de las diversas citas y conocimientos oscuros frecuentemente citados en las investigaciones. Antes de unirse a la policía, Hathaway se había trasladado a Oxford para ingresar en un seminario católico, que abandonó por razones que nunca se hacen del todo claras.
- Clare Holman como la doctora Laura Hobson: Una patóloga forense. Existen tensiones románticas entre la doctora Hobson y Lewis. Hobson es soltera y sin hijos, y al igual que Lewis y Hathaway, se dedica a su trabajo hasta el punto de que interrumpe muchos de sus planes personales. Ella y Lewis se convierten en una pareja durante la última temporada.
- Rebecca Front como superintendente Jean Innocent: La "gobernadora" o supervisora de Lewis y Hathaway. Innocent frecuentemente está en desacuerdo con Lewis sobre su estilo de investigación.

## Episodios
- Se emitió una segunda temporada de cuatro episodios a principios de 2008.
- Se emitió una tercera de cuatro episodios en la ITV de marzo a abril de 2009.
- Una cuarta temporada se emitió en el Reino Unido a partir del 2 de mayo de 2010.
- Una quinta se inició el 3 de abril de 2011.
- Una sexta temporada se comenzó a emitir el 16 de mayo de 2012,  de cuatro episodios.
- La séptima temporada final, fue transmitida desde el 7 de enero al 11 febrero de 2013, y constó de tres historias de dos partes.

## Premios y nominaciones
La serie recibió tres nominaciones y ganó un premio.

## Producción
La serie fue producida por ITV. Tras la emisión de un piloto en 2006, una primera temporada de tres episodios se emitió en febrero y marzo de 2007. 

### Escritores
Colin Dexter, el autor de las novelas del inspector Morse, hace un breve cameo en varios episodios, incluyendo uno como portero en el Colegio Wadham. Los guiones en los episodios siguen el enfoque de Dexter, pero cada uno de ellos se le atribuye a uno de varios otros escritores como, con mayor frecuencia, Russell Lewis, Alan Plater, y Stephen Churchett.
La música para la serie fue compuesta por Barrington Pheloung, quien creó la música para la serie original de Morse.

### Ubicación
La mayoría de la serie es filmada en y alrededor de Oxford. Algunas escenas también se filmaron en la Universidad de Brunel y partes de Ealing.